# Ле-Рой (тауншип, Миннесота)
Ле-Рой (англ. Le Roy) — тауншип в округе Моуэр, Миннесота, США. На 2000 год его население составило 396 человек.

## География
По данным Бюро переписи населения США площадь тауншипа составляет 91,7 км², из которых 91,6 км² занимает суша, а 0,1 км² — вода (0,08 %).

## Демография
По данным переписи населения 2000 года здесь находились 396 человек, 142 домохозяйства и 111 семей.  Плотность населения —  4,3 чел./км².  На территории тауншипа расположено 149 построек со средней плотностью 1,6 построек на один квадратный километр. Расовый состав населения: 99,49 % белых и 0,51 % приходится на две или более других рас.
Из 142 домохозяйств в 39,4 % воспитывались дети до 18 лет, в 73,9 % проживали супружеские пары, в 0,7 % проживали незамужние женщины и в 21,8 % домохозяйств проживали несемейные люди. 19,0 % домохозяйств состояли из одного человека, при том 7,0 % из — одиноких пожилых людей старше 65 лет. Средний размер домохозяйства — 2,79, а семьи — 3,22 человека.
29,8 % населения — младше 18 лет, 6,1 % — в возрасте от 18 до 24 лет, 28,3 % — от 25 до 44, 23,7 % — от 45 до 64, и 12,1 % — старше 65 лет. Средний возраст — 38 лет. На каждые 100 женщин приходилось 118,8 мужчин.  На каждые 100 женщин старше 18 приходилось 109,0 мужчин.
Средний годовой доход домохозяйства составлял 37 857 долларов, а средний годовой доход семьи —  42 292 доллара. Средний доход мужчин —  29 028  долларов, в то время как у женщин — 21 875. Доход на душу населения составил 24 077 долларов. За чертой бедности находились 1,9 % семей и 3,2 % всего населения тауншипа, из которых 11,0 % старше 65 лет.